# Hypnos (British Museum Nr. 267)

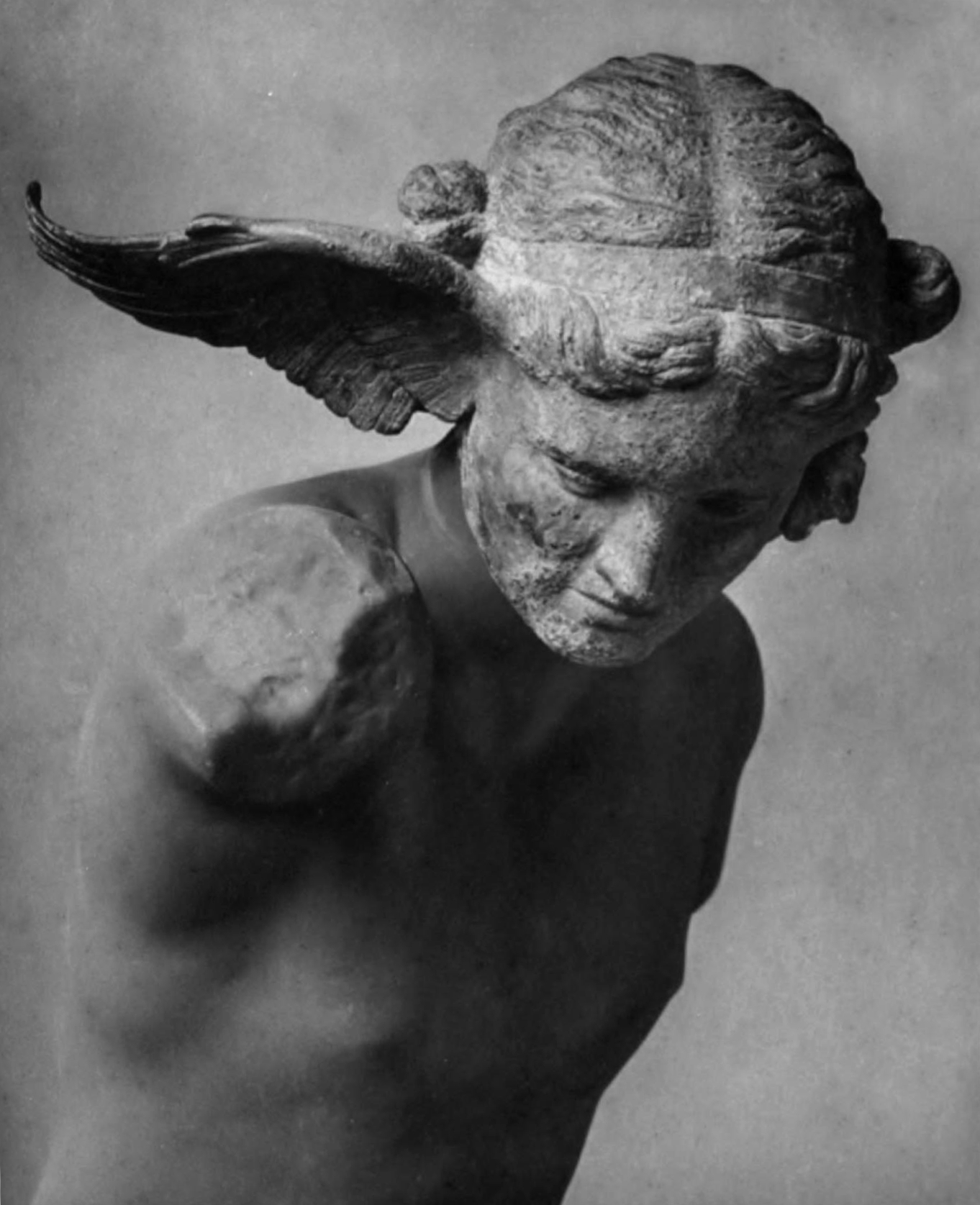
Bronzener Kopf des Hypnos (Torso modern rekonstruiert)

Der Bronzene Kopf des Hypnos, der im Britischen Museum mit der Bronzenkatalognummer 267 (Inv. GR 1868.6-6.9) ausgestellt wird, ist eine antike Skulptur aus Bronze. Dargestellt wird Hypnos, die mythologische Gottheit des Schlafes und Vater der Träume. Es handelt sich um eine römische Kopie aus dem 1.–2. Jahrhundert eines spätklassischen Werkes, dessen Original der Schule von Praxiteles oder Skopas zugeschrieben und etwa in das Jahr 350 v. Chr. datiert wird.
Der ca. 21 cm hohe Kopf wurde in Civitella d’Arno bei Perugia gefunden und im Jahr 1866 käuflich erworben. Der restliche Körper ist verschollen. Auch der Kopf weist einige Beschädigungen auf. Der Kopf ist nach vorne geneigt. Die Lippen des Gottes sind leicht geöffnet. Eine breite Kopfbinde (Tänie) hält das wellige Haar zusammen, welches nach beiden Seiten mit Mittelscheitel gekämmt und hinten zu einem Knoten gebunden ist. An beiden Seiten des Kopfes sind Flügel zu sehen, die der Dichter Homer als Flügel einer Nachtschwalbe beschrieb. Von einem der Flügel ist nur noch der Ansatz vorhanden.
Obschon Hypnos in der griechischen Vasenmalerei häufig abgebildet worden ist, sind Skulpturen, die ihn darstellen, sehr selten.